# Liste des plus grands aéronefs
Cet article liste les aéronefs (avions, hydravions, hélicoptères, dirigeables, etc) les plus grands jamais construits.

## Avions

### Avions civils et militaires
| Constructeur | Appareil            | Premier vol      | Envergure | Longueur | Hauteur |
| ------------ | ------------------- | ---------------- | --------- | -------- | ------- |
| Antonov      | Antonov An-225      | 21 décembre 1988 | 88,4 m    | 84 m     | 18,1 m  |
| Airbus       | Airbus A380-800     | 27 avril 2005    | 79,75 m   | 72,72 m  | 24,09 m |
| Antonov      | Antonov An-124      | 26 décembre 1982 | 73,3 m    | 69,1 m   | 21,08 m |
| Boeing       | Boeing 747-8        | 8 février 2010   | 68,45 m   | 76,25 m  | 19,35 m |
| Boeing       | Lockheed C-5 Galaxy | 30 juin 1968     | 67,88 m   | 75,54 m  | 19,85 m |
| Boeing       | Boeing Dreamlifter  | 9 septembre 2006 | 64,4 m    | 71,68 m  | 21,54 m |
| Boeing       | Boeing 747-400      | 29 avril 1988    | 64,4 m    | 70,6 m   | 19,4 m  |
| Airbus       | Airbus A340-600     | 23 avril 2001    | 63,45 m   | 75,3 m   | 17,28 m |
| Tupolev      | Tupolev ANT-20      | 19 mai 1934      | 63 m      | 33 m     | 12,8 m  |

### Prototypes
| Constructeur        | Appareil            | Premier vol      | Envergure | Longueur | Hauteur |
| ------------------- | ------------------- | ---------------- | --------- | -------- | ------- |
| Scaled Composites   | Stratolaunch        | 13 avril 2019    | 117 m     | 72 m     | 15 m    |
| Hughes Aircraft     | Hughes H-4 Hercules | 2 novembre 1947  | 97,54 m   | 66,65 m  | 24,18 m |
| Bristol             | Bristol Brabazon    | 4 septembre 1949 | 70 m      | 54 m     | 15 m    |
| Junkers             | Junkers Ju 390      | 20 octobre 1943  | 50,30 m   | 34,20 m  | 6,89 m  |
| Rostislav Alekseïev | KM                  | 18 octobre 1966  | 40 m      | 106 m    | 22 m    |

## Hélicoptères et autres aéronefs à voilure tournante
| Constructeur | Appareil                       | Premier vol      | Envergure | Longueur | Hauteur |
| ------------ | ------------------------------ | ---------------- | --------- | -------- | ------- |
| Mil          | Mil Mi-10                      | juin 1960        | 35 m      | 32,86 m  | 9,90 m  |
| Mil          | Mil Mi-26                      | 14 décembre 1977 | 32 m      | 35,91 m  | 8,55 m  |
| Boeing-Bell  | Boeing-Bell V-22 Osprey        | 19 mars 1989     | 25,55 m   | 17,48 m  | 5,38 m  |
| Sikorsky     | Sikorsky CH-53E Super Stallion | 1er mars 1974    | 24 m      | 30,2 m   | 8,46 m  |

### Prototypes
| Constructeur | Appareil  | Premier vol | Envergure | Longueur | Hauteur |
| ------------ | --------- | ----------- | --------- | -------- | ------- |
| Mil          | Mil Mi-12 | 1967        | 67 m      | 37 m     | 12,50 m |

## Dirigeables

### Dirigeables rigides
| Constructeur                  | Appareil                | Premier vol | Longueur | Hauteur | Diamètre |
| ----------------------------- | ----------------------- | ----------- | -------- | ------- | -------- |
| Royal Airship Works           | R100                    | 1929        | 219 m    | ?m      | 40 m     |
| Royal Airship Works           | R101                    | 1929        | 237 m    | 43 m    | 40 m     |
| Goodyear-Zeppelin Corporation | USS Akron (ZRS-4)       | 1931        | 239 m    | 46,5 m  | 40,4 m   |
| Goodyear-Zeppelin Corporation | USS Macon (ZRS-5)       | 1931        | 239 m    | 46,5 m  | 40,4 m   |
| Luftschiffbau Zeppelin        | LZ 129 Hindenburg       | 1936        | 246,7 m  | 46,8 m  | 44,7 m   |
| Luftschiffbau Zeppelin        | LZ 130 Graf Zeppelin II | 1938        | 245 m    | 46,8 m  | 41,2 m   |

### Dirigeables souples
| Constructeur        | Appareil         | Premier vol | Longueur | Hauteur | Largeur |
| ------------------- | ---------------- | ----------- | -------- | ------- | ------- |
| Goodyear Aerospace  | U.S. Navy ZPG-3W | 1958        | 122 m    | 63,6 m  | ?m      |
| Hybrid Air Vehicles | Airlander 10     | 2012        | 91 m     | 26 m    | 34 m    |